# Kråksmåla socken
Kråksmåla socken i Småland ingick i Handbörds härad, ingår sedan 1971 i Nybro kommun och motsvarar från 2016 Kråksmåla distrikt i Kalmar län.
Socknens areal är 197,43 kvadratkilometer, varav land 183,4. År 2000 fanns här 667 invånare. Tätorten Alsterbro och kyrkbyn Kråksmåla med sockenkyrkan Kråksmåla kyrka ligger i socknen. 

## Administrativ historik
Kråksmåla socken är förmodligen senmedeltida. I skriftliga källor omtalas socknen första gången 1465 ('Krogsmala sochn'). Den nuvarande träkyrkan innehåller såväl byggnadsrester som en rad medeltida skulpturer men alla från 1400-talet. Äldst är en importerad madonnabild från början av 1400-talet. Byn Höboda tillhörde dock fram till 1816 Högsby socken såväl kyrkligt som kameralt. Under slutet av 1530-talet räknades dock byarna Allgunnerum, Basthult, Flasgölerum, Horkarlsmåla, Hultsnäs, Tortebo och Älmhult till Kråksmåla socken. De verkar dock i alla andra handlingar räknas till Högsby socken. År 1612 blev församlingen självständig från Fagerhults församling efter att tidigare varit kapellförsamling. 
Vid kommunreformen 1862 övergick socknens ansvar för de kyrkliga frågorna till Kråksmåla församling och för de borgerliga frågorna till Kråksmåla landskommun. Denna senare inkorporerades 1952 i Alsterbro landskommun och uppgick senare 1969 i Nybro stad, från 1971 Nybro kommun.
1 januari 2016 inrättades distriktet Kråksmåla, med samma omfattning som församlingen hade 1999/2000.  
Socknen har tillhört samma fögderier och domsagor som Norra Möre härad. De indelta soldaterna tillhörde livkompaniet i Kalmar regemente eller överstelöjtnantens kompani i Smålands husarregemente.

## Geografi
Kråksmåla socken ligger norr om Nybro, österut avgränsad av Allgunnen och söderut av Alsterån. Socknen är en skogsbygd rik på mossar och småsjöar.

## Fornminnen
Vid sidan av några lösfynd är en hällkista kända.

## Namnet
Namnet (1465 Krogsmala), är taget från kyrkbyn. Det består av förledet mansnamnet Krok efterledet måla, jordstycke.

### Fotnoter
1. 1 2 3  Svensk Uppslagsbok andra upplagan 1947–1955: Kråksmåla socken
2. 1 2  Harlén, Hans; Harlén Eivy (2003). Sverige från A till Ö: geografisk-historisk uppslagsbok. Stockholm: Kommentus. Libris 9337075. ISBN 91-7345-139-8
3. ↑  DMS 4:2 Handbörd Stranda
4. ↑  Administrativ historik för Kråksmåla socken (Klicka på församlingsposten). Källa: Nationella arkivdatabasen, Riksarkivet.
5. 1 2 3  Nationalencyklopedin
6. 1 2  Sjögren, Otto (1931). Sverige geografisk beskrivning del 2 Östergötlands, Jönköpings, Kronobergs, Kalmar och Gotlands län. Stockholm: Wahlström & Widstrand. Libris 9939
7. ↑  Fornlämningar, Statens historiska museum: Kråksmåla socken
8. ↑  Fornminnesregistret, Riksantikvarieämbetet: Kråksmåla socken Fornminnen i socknen erhålls på kartan genom att skriva in sockennamn (utan "socken") i "Ange geografiskt område"